# Preben Ravn
Preben Scharff Ravn (født 27. februar 1934 i Vordingborg, død 4. marts 2025) var en dansk skuespiller og sceneinstruktør.
Ravn blev uddannet fra Skuespillerskolen ved Odense Teater i 1960 og var efterfølgende engageret ved teatret i en periode. Senere var han tilknyttet Aarhus Teater, Gladsaxe Teater, Nørrebros Teater, ABC Teatret, Folketeatret og Det Danske Teater. Han var i en periode i 1980'erne direktør for revyen Rottefælden i Svendborg.

## Filmografi
- Den forsvundne fuldmægtig (1971)
- Mig og Mafiaen (1973)
- Mord i Paradis (1988)
- Det forsømte forår (1993)

### Tv-serier
- Smuglerne (1970)
- Matador (1978-1981)
- Strandvaskeren (1978)
- Een stor familie (1982-1983)
- Landsbyen (1991-1996)
- Bryggeren (1996-1997)